# عبد الرحيم بنكجان
عبد الرحيم بنكجان هو لاعب كرة قدم مغربي من مواليد 1 يونيو 1983 بمدينة سينت دي في فرنسا ، شغل مركز مدافع بعدة أندية أبرزها الوداد البيضاوي .

## مسيرته
- 2002-2008 :  راون الفرنسي
- 2008-2009 :  الكوكب المراكشي
- 2009- 2013:  الوداد البيضاوي
- من 2013 :  نادي خيطان

## ألقابه
- الوداد البيضاوي :
  - الدوري المغربي الممتاز : 2010
  - نهائي دوري أبطال أفريقيا 2011

## روابط خارجية
- عبد الرحيم بنكجان على موقع قاعدة بيانات كرة القدم.إي يو (الإنجليزية)
- عبد الرحيم بنكجان على موقع كووورة

- بنكجان فوت ميركاتو